# Menhir do Patalou

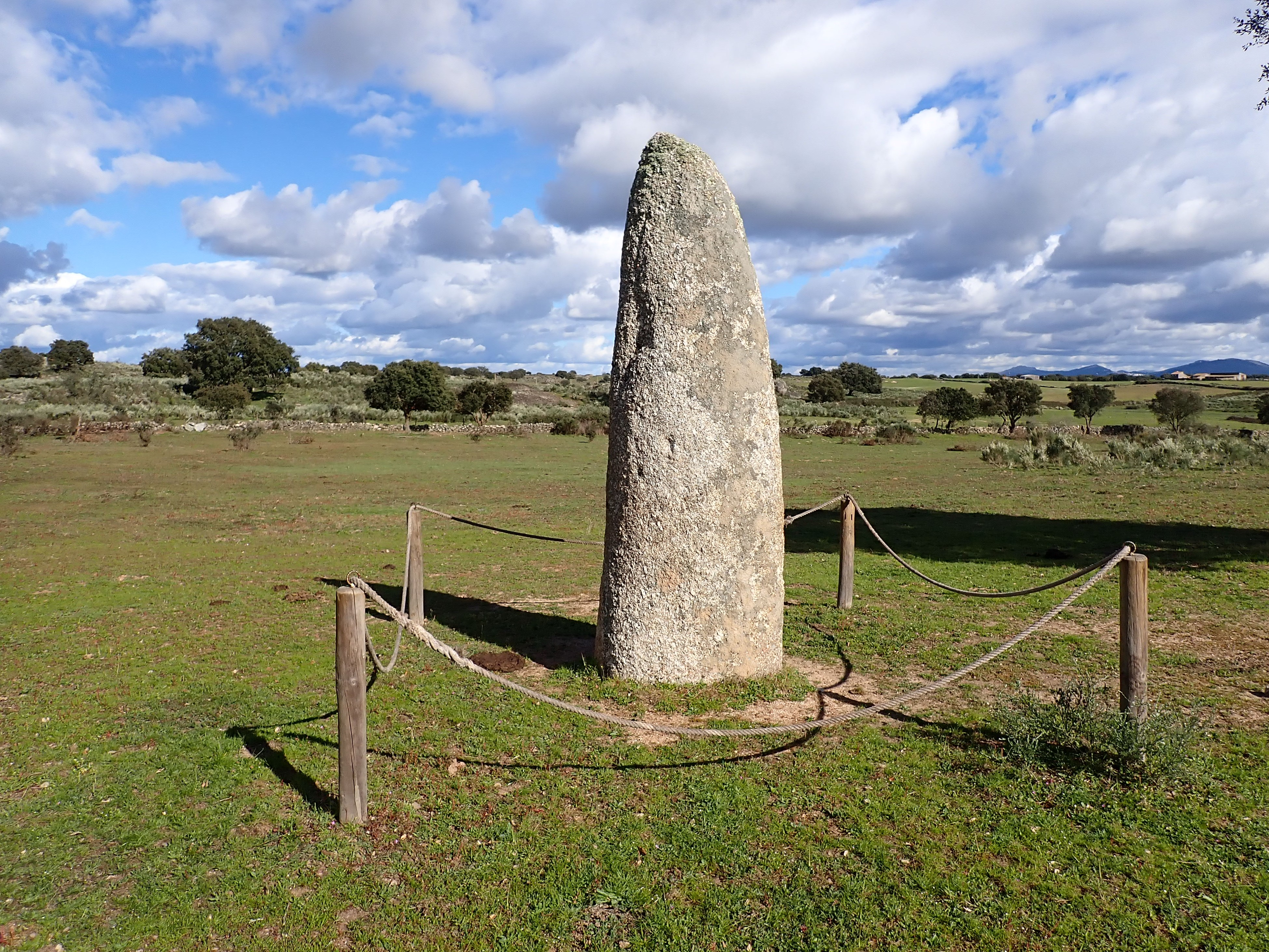
Menhir von Patalou

Der Menhir do Patalou (portugiesisch Menir do Patalou) steht in der Tapada von Bajanca, südöstlich von Nisa im Distrikt Portalegre in Portugal. 
Der phallische Menhir von Patalou ist einer der größten auf der Iberischen Halbinsel. Er wurde von einem lokalen Jäger gefunden. 2015 wurden archäologische Untersuchungen durchgeführt. Holzkohle an seiner Basis, die einer Radiokarbon-Datierung unterzogen wurde, belegte, dass der Menhir etwa 4200 v. Chr. aufgerichtet wurde. Dies könnte darauf hinweisen, dass ähnlich wie in der Bretagne auch die portugiesischen Menhire älter sind als die dortigen Antas bzw. Dolmen. Das Denkmal ist noch nicht unter Schutz gestellt.
Mit einer Länge von etwa 4,0 Metern und einem Gewicht von rund 7 Tonnen wurde der Menhir von den frühneolithischen Gemeinden im Kontext mit dem Fruchtbarkeitskult aufgestellt. Von der ursprünglichen Dekoration, die der Menhir besaß, sind noch Spuren von Schlangenlinien sowie einige Schälchen aus späterer Zeit vorhanden.
Um seine Standgrube und die Korkeiche daneben zu erhalten, wurde der Menhir etwa sechs Meter nördlich seines ursprünglichen Standortes, den ein kleiner Granitstein markiert, aufgestellt. Er war das erste Denkmal seiner Art, das vor dem Verfall gerettet wurde. Es gibt ähnliche Pläne für die Antas dos Saragonheiros und die Antas de São Gens in der Nähe. Die Idee dahinter ist es, eine Megalithstraße zu erstellen, um das kulturelle Erbe der Region zu erhalten.